# 벤츠필스시

시 문장

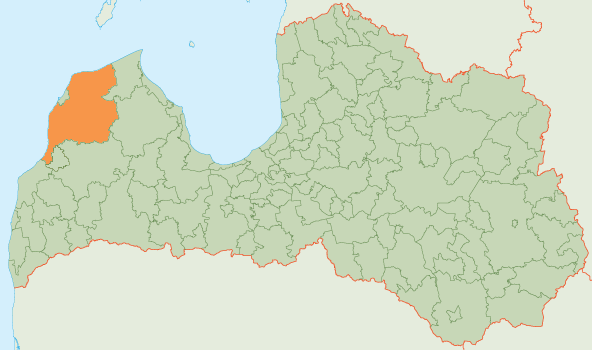
벤츠필스 시의 위치

벤츠필스시(라트비아어: Ventspils novads)는 라트비아의 지방 자치체로 행정 중심지는 벤츠필스이며 면적은 2,462.3km2, 인구는 13,786명(2009년 기준), 인구 밀도는 5.6명/km2이다. 1개 도시, 12개 교구를 관할한다. 행정 중심지인 벤츠필스는 벤츠필스 시에 속하지 않으며 독립된 도시로 존재한다.